# Kouznetsov NK-87
Le Kuznetsov NK-87 est un turboréacteur à faible taux de dilution développant 28 600 lbf (127,4 kN) de poussée[réf. nécessaire]. Il propulse l'Ekranoplan Lun,. Il est produit par la société russe Kouznetsov. 